# Hildenborough
Hildenborough – wieś w Anglii, w hrabstwie Kent, w dystrykcie Tonbridge and Malling. Leży 22 km na zachód od miasta Maidstone i 42 km na południowy wschód od centrum Londynu. W 2001 miejscowość liczyła 4600 mieszkańców.